# Bonita Sharma
Bonita Sharma és una activista en salut i nutrició nepalesa. Des de 2017 dirigeix Social Changemakers and Innovators (SOCHAI) i el 2019 va figurar com una de les 100 dones de la BBC.

## Orígens
Sharma va néixer al Nepal, va estudiar una llicenciatura en salut pública a la Universitat de Purbanchal i un màster en nutrició a la Universitat de Tribhuvan.

## Carrera
L'any 2017 va fundar Social Changemakers and Innovators (SOCHAI). És una organització sense ànim de lucre que té com a objectiu erradicar la desnutrició i fomentar la bona salut, especialment per a dones i nens. Per tal de reduir la mort de nens per desnutrició, va introduir un braçalet anomenat Nutribeads (Poshan Maala) que ajuda les mares a planificar els àpats dels seus fills. El 2016, Nutribeads va guanyar el concurs Asia Pacific Youth Innovation Challenge. Amb els beneficis obtinguts amb la venda de les polseres, SOCHAI va poder proporcionar ajuda a mares i nens afectats per un desastre al districte de Morang, a l'est del Nepal.
SOCHAI també produeix polseres de cicle vermell amb 28 grans de diferents colors per a que les dones puguin planificar el seu cicle menstrual. Sharma escriu sobre qüestions que afecten les dones com la nutrició, l'avortament i el COVID-19. El nom de Sharma es va anunciar a la llista de 100 dones de la BBC el 2019 així com també va ser declarada Campiona de la UNESCO com a part del Fons Malala per al dret a l'educació de les noies. També va guanyar el premi de la categoria Zero Hunger del Lead 2030 Challenge, presentat per One Young World, que li va atorgar 50.000 dòlars. Sharma també va ser premiada amb el guardó Global Goals Progress Award 2020 per la Fundació Bill i Melinda Gates.